# Јовчић
Јовчић је српско презиме, изведено из личног имена Јовча, које је једна од варијанти имена Јован.

## Познати људи
- Дивна Лулић Јовчић, српска песникиња.
- Димитрије Јовчић, српски дечји хирург.
- Урош Јовчић, српски глумац.
- Хана Јовчић, српска глумица.